# Lübz
Lübz is een stad in de Duitse deelstaat Mecklenburg-Voor-Pommeren, en maakt deel uit van de Landkreis Ludwigslust-Parchim.
Lübz telt 6.204 inwoners.

## Geografie
Lübz ligt aan de rivier de Elde in het zuidwesten van Mecklenburg-Voor-Pommeren. De stad ligt ongeveer 15 kilometer ten oosten van Parchim en circa 15 km westelijk van Plau am See. Hoewel de stad zelf geen grote meren kent, grenst ze in het noorden aan de Passower See. De in het oosten van de stad liggende heuvels steken circa 40 meter boven de stad uit en hebben een maximale hoogte van 103,5 m boven NHN. Ortsteile van de gemeente zijn Bobzin, Broock, Lübz, Lutheran, Riederfelde, Ruthen en Wessentin.

## Economie
Lübz heeft een jachthaven, die oorspronkelijk was aangelegd als openbaar zwembad. In de stad is een brouwerij gevestigd, daar wordt het in de regio zeer bekende en populaire Lübzer Pils gebrouwen. De Alter Amtsturm staat model voor het logo van de brouwerij.

## Partnersteden
- Halstenbek, in de Duitse deelstaat Sleeswijk-Holstein, sinds 6 oktober 1990.
- Hartkirchen, in de Oostenrijkse deelstaat Opper-Oostenrijk, gelegen in het district Eferding, sinds 26 mei 1995.
- Valga in Estland, sinds 1996.
- Oyama, in Japan, sinds 1 februari 2003.

## Geboren
- Gerd Wessig (16 juli 1959), hoogspringer

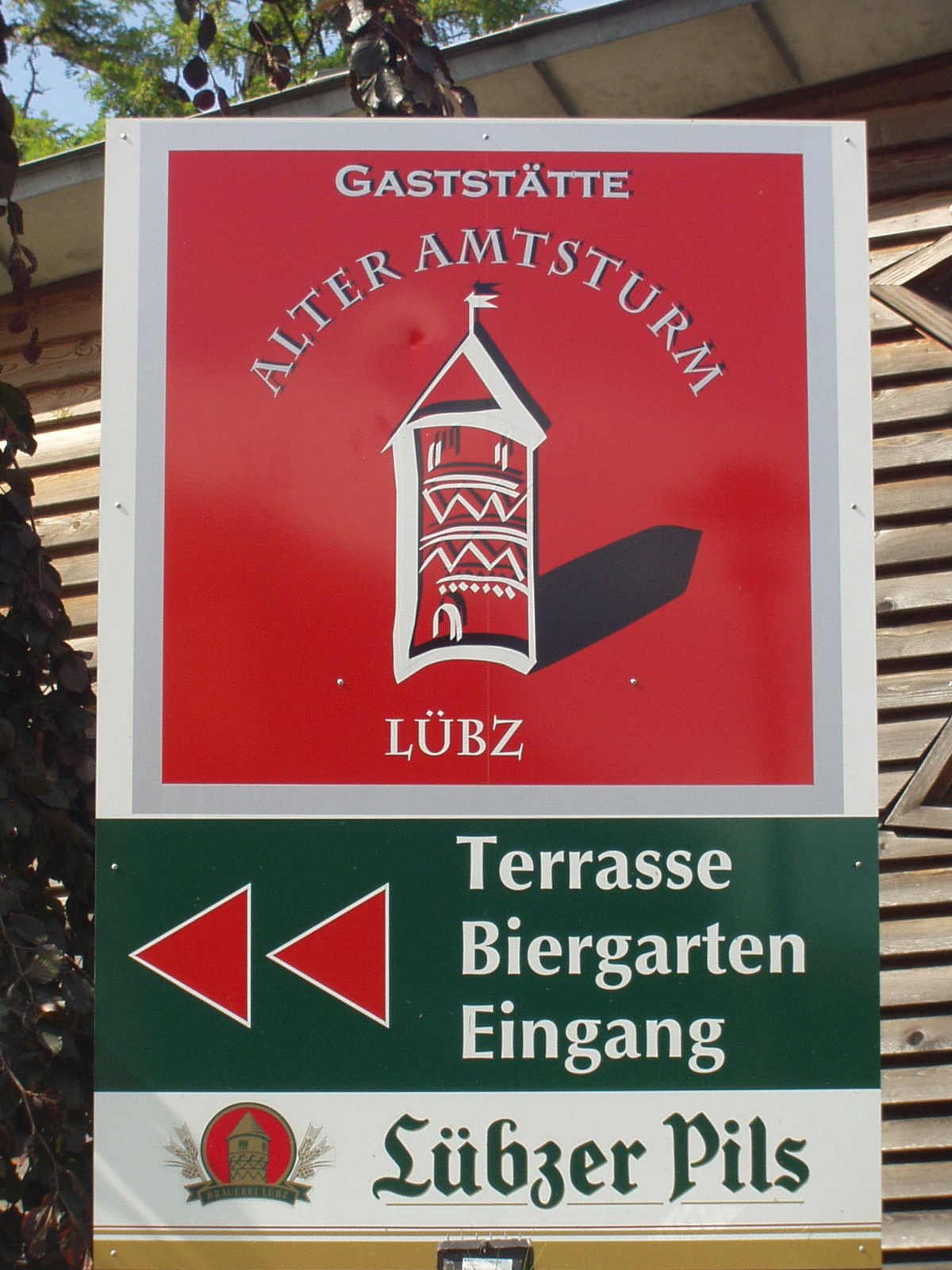
Logo Lübzer Pils, met afbeelding Alter Amtsturm
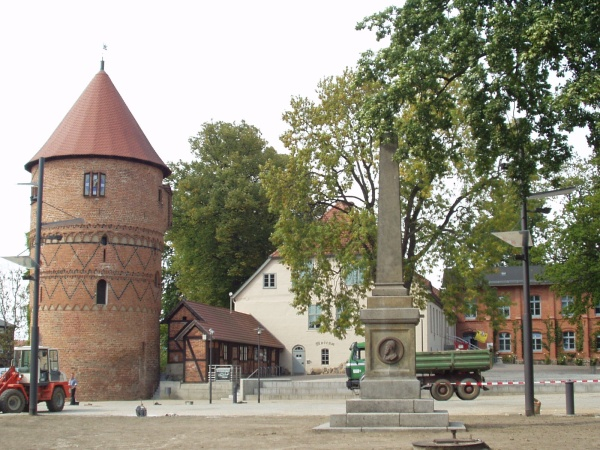
Alter Amtsturm
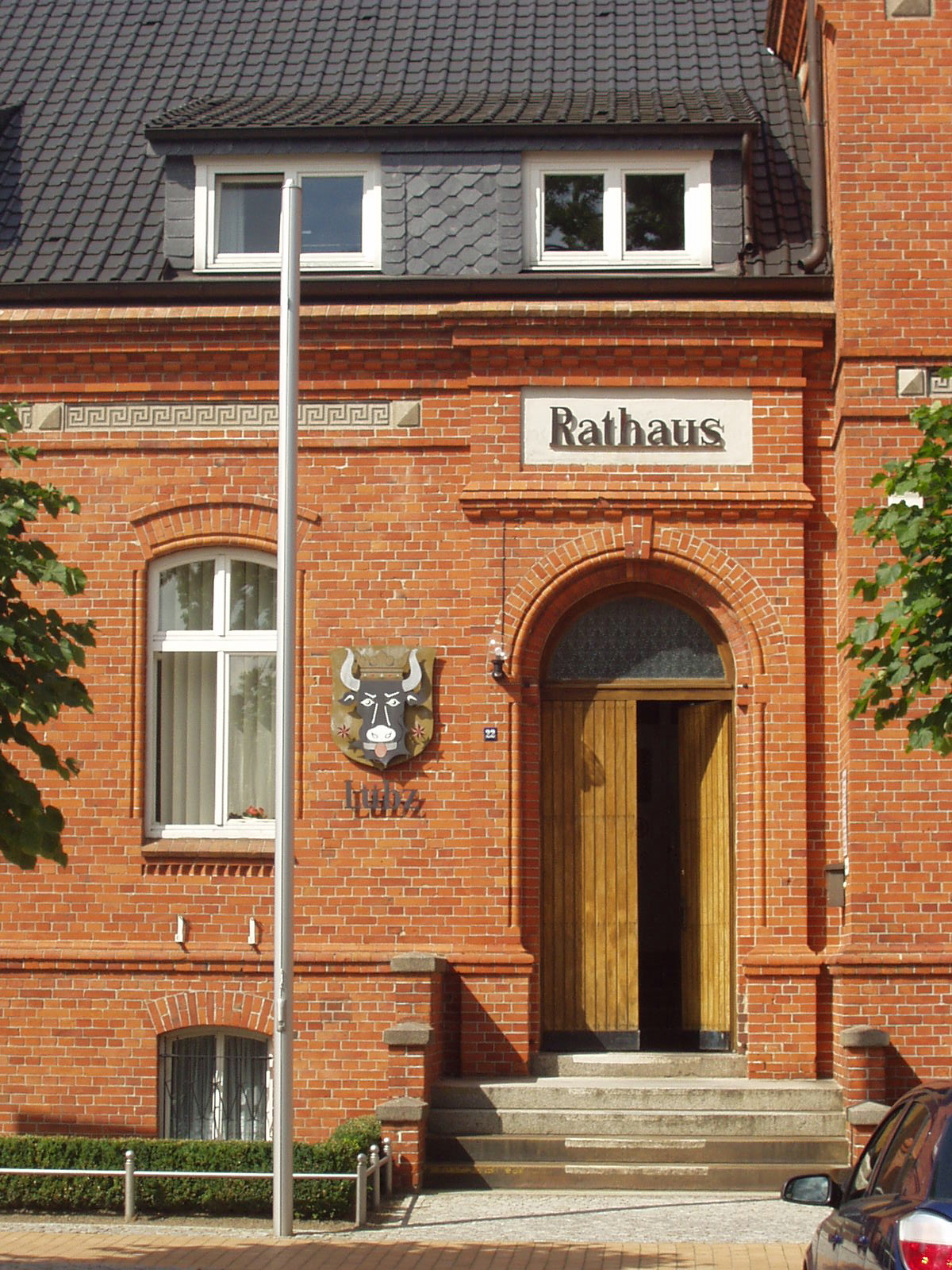
Stadhuis Lübz